# David Beljavskij
David Sagitovič Beljavskij (in russo Давид Сагитович Белявский?; Votkinsk, 23 febbraio 1992) è un ginnasta russo, campione europeo all-around nel 2013 e membro della squadra vincitrice della medaglia d'oro ai Giochi olimpici di Tokyo 2020 e d'argento ai Giochi olimpici di Rio de Janeiro 2016.

## Carriera
La sua prima competizione internazionale risale al 2010, quando partecipa ai Campionati Mondiali di Rotterdam. Nel 2011 compete ai Mondiali di Tokyo dove, grazie a delle buone prestazioni su tutti e sei gli attrezzi, arriva sesto nel concorso individuale con un complessivo di 89.274 punti.

### 2012: Campione Nazionale e Olimpiadi di Londra
A inizio anno vince il titolo generale alla Russian Cup; questo gli dà il diritto di partecipare ai Campionati Europei di Bruxelles dove diventa vice-campione continentale con la nazionale russa. In estate compete alle Olimpiadi di Londra, arrivando quinto nel concorso individuale, sesto nel concorso a squadre e settimo al cavallo con maniglie. 
A fine anno compete alla tappa di Coppa del Mondo di Stoccarda, vincendo la medaglia di bronzo.

### 2013: Campione Europeo, Universiadi di Kazan e Mondiali di Anversa
Inizia la stagione vincendo il concorso individuale dei Campionati Nazionali.
Ad aprile partecipa ai Campionati Europei di Mosca. Con delle buonissime prestazioni e con un totale di 89.799 punti (15.266 al corpo libero, 14.900 al cavallo con maniglie, 14.633 agli anelli, 15.400 al volteggio, 15.000 alle parallele e 14.600 alla sbarra) vince il concorso all-around, battendo l'inglese Max Whitlock di sei decimi (89.106). Vince anche la medaglia di bronzo alle parallele e arriva quinto al corpo libero.
Con la squadra formata da Nikolai Kuksenkov, Emin Garibov, Denis Ablyazin e Nikita Ignatyev vince la medaglia d'oro alle Universiadi di Kazan. Individualmente vince la medaglia d'argento alle parallele (15.625), la medaglia di bronzo al corpo libero (15.250) e nel concorso individuale (89.600 punti, a pari merito con l'ucraino Oleg Verniaiev).
Poco prima dell'inizio dei Campionati Mondiali di Anversa, David si infortuna alla caviglia. Partecipa comunque alla competizione, qualificandosi solamente per la finale del concorso individuale con il quattordicesimo posto, finendo poi dodicesimo in finale.

### 2014: Europei di Sofia e Mondiali di Nanning
Dal 19 al 25 maggio compete ai Campionati Europei di Sofia insieme ai connazionali Denis Ablyazin, Aleksandr Baladin, Nikita Ignatyev e Nikolai Kuksenkov. Con 15.466 al corpo libero, 13.200 al cavallo con maniglie, 15.166 al volteggio, 15.266 alle parallele e 14.600 alla sbarra, contribuisce alla vittoria della squadra russa (267.959), con un distacco dalla Gran Bretagna di due punti (265.953). Individualmente, con 15.566 punti, vince la medaglia d'argento alle parallele simmetriche dietro solo a Oleg Veriaiev (15.966).
Ai Campionati Mondiali di Nanning, Cina, David si qualifica al secondo posto nel concorso individuale, al quinto posto nel concorso a squadre e al settimo posto alla sbarra. Durante la finale a squadre compete al corpo libero, al cavallo, al volteggio, alle parallele e alla sbarra, contribuendo al quinto posto della Russia; arriva quinto anche nel concorso individuale (89.765) e alla sbarra (14.733).

### 2015: Europei di Montpellier, Giochi Europei di Baku e Mondiali di Glasgow
La prima competizione dell'anno sono i Campionati Nazionali, dove vince il titolo per il terzo anno consecutivo.
Ad aprile partecipa ai Campionati Europei di Montpellier, Francia. Commette diversi errori al cavallo con maniglie (13.066) e alle parallele simmetriche (14.200), riuscendo a qualificarsi solo per le finali al corpo libero col terzo punteggio (15.066) e nel concorso individuale col sesto punteggio (85.864). Nella finale all-around cade nuovamente dal cavallo con maniglie ma, grazie a un buonissimo esercizio alle parallele asimmetriche, con un complessivo di 88.131 punti, vince la medaglia d'argento. Vince un altro argento al corpo libero, superato per un solo decimo dall'inglese Kristian Thomas.
Partecipa poi ai Giochi Europei di Baku. Insieme a Denis Ablyazin, Emin Garibov, Nikita Ignatyev e Nikolai Kuksenkov, vince la medaglia d'oro nel concorso a squadre. Non compete su tutti e sei gli attrezzi a causa di un infortunio al polso. Si qualifica però per le finali alle parallele simmetriche, al corpo libero e al cavallo, arrivando rispettivamente al secondo, terzo e quarto posto.
Ai Campionati Mondiali di Glasgow compete su tutti gli attrezzi e contribuisce al quarto posto della squadra russa, che si qualifica così per le Olimpiadi di Rio de Janeiro. Individualmente arriva undicesimo nel concorso individuale, a causa di una caduta al volteggio.

### 2016: Europei di Berna e Olimpiadi di Rio de Janeiro
Ai Campionati Nazionali vince la medaglia d'oro con la sua squadra. Dopo il primo giorno di competizione è primo nel concorso individuale ma, a causa di diverse cadute ed errori, finisce la gara al quarto posto con una media di 86.266 punti.
A maggio compete ai Campionati Europei di Berna. Compete in tutti gli attrezzi ad eccezione degli anelli e si classifica per le finali del concorso a squadre, al corpo libero, al cavallo alle parallele e alla sbarra. Nella finale a squadre, con degli altissimi punteggi, aiuta la squadra russa a vincere la medaglia d'oro, battendo la Gran Bretagna di tre punti. Individualmente diventa campione europeo alle parallele simmetriche, superando il campione mondiale Oleg Verniaiev; vince l'argento al cavallo e il bronzo al corpo libero. Viene premiato come ginnasta più elegante della competizione.
Il 6 agosto, con la giornata di qualificazione maschile, inizia la sua seconda avventura olimpica. Compete in tutti e sei gli attrezzi e contribuisce a far qualificare la squadra russa al terzo posto, con un complessivo di 269.612 punti. Individualmente svolge dei buonissimi esercizi al cavallo con maniglie (15.300) e alle parallele simmetriche (15.933), qualificandosi rispettivamente all'ottavo e secondo posto. Con 89.799, si qualifica inoltre per la finale individuale col terzo punteggio.
L'8 agosto contribuisce al secondo posto della squadra russa (271.453), che batte la Cina di tre decimi (271.122). Individualmente arriva al quarto posto nell'all-around, a meno di due decimi dal podio, quinto al cavallo con maniglie (15.400) e conquista il bronzo nelle parallele simmetriche.

## Palmarès
Giochi olimpici
- 3 medaglie
  - 1 oro (Concorso a squadre a Tokyo 2020)
  - 1 argento (Concorso a squadre a Rio de Janeiro 2016)
  - 1 bronzo (Parallele simmetriche a Rio de Janeiro 2016)

Campionati mondiali
- 4 medaglie
  - 1 oro (Concorso a squadre a Stoccarda 2019)
  - 2 argenti (Cavallo a Montreal 2017 e concorso a squadre a Doha 2018)
  - 1 bronzo (Parallele a Montreal 2017)

Campionati europei
- 15 medaglie
  - 5 ori (Concorso individuale a Mosca 2013, concorso a squadre a Sofia 2014, concorso a squadre e parallele a Berna 2016, cavallo a Cluj-Napoca 2017, concorso a squadre a Glasgow 2018)
  - 7 argenti (Concorso a squadre a Montpellier 2012, parallele a Sofia 2014, concorso individuale e corpo libero a Montpellier 2015, cavallo a Berna 2016, parallele a Glasgow 2018, concorso individuale a Basilea 2021)
  - 3 bronzi (Parallele a Mosca 2013, sbarra a Berna 2016, sbarra a Cluj-Napoca 2017)

Giochi europei
- 5 medaglie
  - 3 ori (Concorso a squadre a Baku 2015, concorso individuale e cavallo a Minsk 2019)
  - 1 argento (Parallele a Baku 2015)
  - 1 bronzo (Corpo libero a Baku 2015)

Universiade
- 4 medaglie
  - 1 oro (Concorso a squadre a Kazan 2013)
  - 1 argento (Parallele a Kazan 2013)
  - 2 bronzi (Concorso individuale e corpo libero a Kazan 2013)